# Верона (Кентуккі)
Верона (англ. Verona) — переписна місцевість (CDP) в США, в окрузі Бун штату Кентуккі. Населення — 1545 осіб (2020).

## Географія
Верона розташована за координатами 38°48′19″ пн. ш. 84°39′49″ зх. д. / 38.80528° пн. ш. 84.66361° зх. д. (38.805207, -84.663659).  За даними Бюро перепису населення США в 2010 році переписна місцевість мала площу 31,93 км², з яких 31,69 км² — суходіл та 0,24 км² — водойми.

## Демографія
Згідно з переписом 2010 року, у переписній місцевості мешкало 1455 осіб у 501 домогосподарстві у складі 405 родин. Густота населення становила 46 осіб/км².  Було 550 помешкань (17/км²).
Расовий склад населення:
| - 98,1 % — білих - 0,4 % — азіатів - 0,1 % — чорних або афроамериканців |

До двох чи більше рас належало 1,1 %. Частка іспаномовних становила 1,3 % від усіх жителів.
За віковим діапазоном населення розподілялося таким чином: 26,9 % — особи молодші 18 років, 61,1 % — особи у віці 18—64 років, 12,0 % — особи у віці 65 років та старші. Медіана віку мешканця становила 41,8 року. На 100 осіб жіночої статі у переписній місцевості припадало 104,6 чоловіків;  на 100 жінок у віці від 18 років та старших — 103,3 чоловіків також старших 18 років.
Середній дохід на одне домашнє господарство  становив 83 138 доларів США (медіана — 56 250), а середній дохід на одну сім'ю — 101 189 доларів (медіана — 87 411). За межею бідності перебувало 12,9 % осіб, у тому числі 22,3 % дітей у віці до 18 років та 6,9 % осіб у віці 65 років та старших.
Цивільне працевлаштоване населення становило 584 особи. Основні галузі зайнятості: освіта, охорона здоров'я та соціальна допомога — 17,0 %, виробництво — 13,5 %, транспорт — 12,5 %, роздрібна торгівля — 12,5 %.